# Trutzburg Heppenheim
Die in der Presse als Trutzburg Heppenheim bezeichnete phantasiereiche Imitation einer mittelalterlichen Höhenburg in Hanglage war ein ungenehmigtes Bauprojekt in Heppenheim, das landesweite Aufmerksamkeit in Hessen durch Berichte in der Hessenschau und im Radio erreichte.

## Lage
Der Burgenbau lag etwa einen Kilometer südöstlich der Starkenburg, dem Wahrzeichen Heppenheims, Stadt im Landkreis Bergstraße im südlichen Hessen an der Bergstraße am Rande des Odenwaldes. Das Anwesen lag nördlich der Landesstraße L3810 von Heppenheim in Richtung des Ortsteiles Erbach, die über die Juhöhe in den Odenwald führt.

## Geschichte
Der Imker Volker Sieradzki hatte das bis zum Schluss unvollendete Bauwerk seit 2004 in Eigenarbeit errichtet. Idee war seinerseits, ein Umweltzentrum für Kinder zu errichten. Bereits 2005 wurde ihm eine Baugenehmigung verwehrt und eine Abrissverfügung ausgestellt. Er baute allerdings weiter, unbeachtet von den zuständigen Behörden. Im Rahmen einer Zwangsversteigerung der beiden betroffenen Grundstücke am Amtsgericht wurde die Problematik erst im Januar 2012 erneut präsent. Viele Heppenheimer befürworteten den Erhalt der Burg. Es gingen fast täglich Leserbriefe und Stellungnahmen in der Lokalredaktion des Starkenburger Echo in Heppenheim ein. Auch überregional wurde hierüber diskutiert.

„Wir sind jetzt die Zwei-Burgen-Stadt“

Einige Zeit war man sich seitens der offiziellen Stellen uneins, ob die Burg abgerissen werden soll oder nicht. Matthias Schimpf (Bündnis 90/Die Grünen), Kreisbeigeordneter und zuständiger Dezernent, kündigte an, dass der Bau abgerissen werde. Demgegenüber deutete Bürgermeister Burelbach an, dass er einen Erhalt der Burg begrüße.

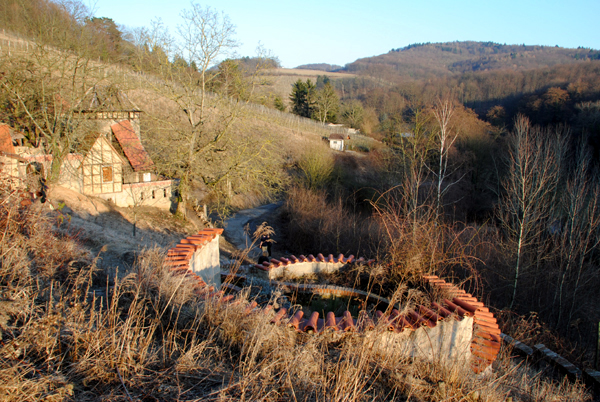
Die Kräuterspirale kurz vor dem Abriss

Der Burgenbauer Volker Sieradzki war sich sicher, dass die Behörden die Burg nicht abreißen können. Er habe hunderte Tonnen Stein und anderes Material verarbeitet. Vorbilder für seine Burg sah Sieradzki in Schottland.
Ein erster Teil der Burganlage – eine Kräuterspirale – wurde am 7. März 2012 abgerissen. Laut Behördenangaben seien die Wände bei den Abrissarbeiten leicht eingebrochen. Gemäß der Aussage von Sieradzki hatten das Kreisbauamt über 300 Briefe erreicht, in denen um den Erhalt der Anlage gebeten wurde. Sieradzki wollte die Burg noch deutlich erweitern.
Mit Beginn der Abrissarbeiten hat sich das mediale Echo nochmals verstärkt. So berichteten in ihren Online-Ausgaben Welt Online, Focus Online, der Berliner Kurier, Frankfurter Rundschau, Hamburger Morgenpost und die Nassauische Neue Presse.
Einen TED auf der Internetausgabe des Darmstädter Echo hatten 1053 Nutzer angeklickt. 75,31 Prozent waren für den Erhalt der Trutzburg auf dem Maiberg.
Am Morgen des 6. Juni 2012 begannen die vom Bauamt des Landkreises Bergstraße angeordneten Abrissarbeiten. Es dauerte etwa zwei Stunden, die Burg zu schleifen.